# دی‌بنز (آ، اچ) آنتراسن
دی‌بنز(آ، اچ)آنتراسن (به انگلیسی: Dibenz(a,h)anthracene) با فرمول شیمیایی C۲۲H۱۴ یک ترکیب شیمیایی است. که جرم مولی آن ۳۵۴٫۸۰ g/mol می‌باشد. 